# Йон Кувлунг
Йон I Кувлунг (норв. Jon Kuvlung; ум. 1188) — претендент на трон короля Норвегии с 1186 до 1188 года. Происходил из династии Хорфагеров, участник гражданской войны.

## Биография
Сын Инге I, короля Норвегии, и королевской любовницы, имя которой неизвестно. Как внебрачный сын, практически не имел прав на трон. Однако с началом длительной войны за власть в Норвегии в 1170—1180-х годах Йон тоже получил власть.
На время захвата власти Сверриром I Йон был монахом в монастыре на о. Хуведей близ Осло. Отсюда его прозвище «кувлунг», от норвежского «кувл» — плащ монаха.
В 1185 году сторонники Йона восстали в южной Норвегии, захватив Осло. Впоследствии в 1186 году на тинге в Тунсберге объявили того королём. При поддержке многих аристократов и некоторых епископов Йон I овладел восточной и западной Норвегией. Осенью кувлунги неожиданно захватили столицу Нидарос (современный Тронхейм), однако не смогли захватили недавно построенный замок Сверрисборг. Не имея возможности преодолеть сопротивление его защитников, Йон I отступил. После этого у кувлунгов начались неудачи — в 1188 году они сдали важную крепость Тунсберг и отступили к Бергену. Здесь в сражении они потерпели поражение, а сам Йон I погиб. Кувлунги — сторонники Йона — стали основой партии баглеров, которая боролась против сторонников Сверрира I из партии биркебейнеров.